# Hechingen
Hechingen là một thị xã ở Huyện Zollernalb, bang Baden-Württemberg, Đức. Thị xã này nằm ở phía bắc Swabian Alb, khoảng 60 km về phía nam Stuttgart.
Các đô thị giáp ranh: Bodelshausen, Mössingen, Jungingen, Burladingen, Albstadt, Bisingen, Grosselfingen, Rangendingen, Hirrlingen